# Clearomizér
Clearomizér je nezbytná součást elektronické cigarety, která je k baterii připojena závitem. V podstatě se jedná o zařízení, jehož primárním úkolem je odpařování náplně do elektronických cigaret (e-liquidu). Za pomocí clearomizéru se e-liquid přetvoří na páru, kterou následně uživatelé e-cigaret vydechují.

## Druhy clearomizérů
V zásadě rozeznáváme dva základní druhy clearomizérů – knotové a bezknotové, které se však dále dělí. Knotové clearomizéry jsou vyráběny s krátkými nebo dlouhými knoty a s pevnou nebo výměnnou žhavicí hlavou. Bezknotové clearomizéry pak dělíme na clearomizéry s pevným žhavicím tělískem a se žhavicím tělískem vyměnitelným. Novinkou mezi clearomizéry, je použití dutých keramických trubiček bez knotů a vaty.

## Princip
Pokud je součástí elektronické cigarety knotový clearomizér, pak je k jeho žhavicí spirálce přiváděn e-liquid za pomocí těchto knotů. Ty bývají zpravidla vyrobeny z velmi kvalitní bavlny, která se vyznačuje výbornou savostí. U clearomizérů s krátkými knoty je nutno neustále kontrolovat, zda jsou e-liquidem dostatečně navlhčeny. Dlouhé knoty clearomizérů jsou navlhčeny stále, díky čemuž je lépe zajištěn přívod e-liquidu ke žhavicí hlavě nebo spirálce. Bezknotové clearomizéry poznáte zpravidla podle toho, že mají uprostřed svého těla dutinku s otvory, kterými je přiváděn e-liquid ke žhavicí hlavě. Princip fungování bezknotových clearomizérů je velmi podobný výše zmíněnému, s tím rozdílem, že bavlněný knot nebo vatička pro přívod e-liquidu je uschována uvnitř dutinky, takže není na první pohled vidět. Bezknotové clearomizéry se zároveň také vyznačují mírně zvýšenou spotřebou e-liquidu. Tato nevýhoda je však kompenzována výjimečným požitkem a hustým dýmem při kouření elektronické cigarety. 

## Životnost
Životnost clearomizéru zpravidla činí 5 – 20 dnů v závislosti na typu, četnosti kouření, způsobu zacházení s e-cigaretou, ale i správné péči a údržbě. Clearomizéry s vyměnitelnou žhavicí hlavou disponují jednou zásadní výhodou, která spočívá v tom, že je v případě potřeby nemusíte vyměňovat celé, nýbrž zakoupíte pouze žhavicí hlavu, která vás vyjde zhruba na polovinu ceny klasického clearomizéru. Nyní vyvstává otázka, jak poznat, kdy je potřeba clearomizér vyměnit. Po nějaké době přestane clearomizér vytvářet tak kvalitní a bohatý dým, jako bezprostředně po pořízení. Pokud nepomůže jeho vyčištění, pak je na místě pořízení nové žhavicí hlavy nebo celého clearomizéru.

## Správné péče o clearomizér
Dojde-li k výše zmíněné situaci, pak je vhodné clearomizér rozebrat a očistit jej vodou nebo lihem. Po vyčištění je nutné nechat jej řádně proschnout, následně zakápnout trochou e-liquidu a rozkouřit. Při žhavení clearomizéru je však nutné, aby byly jeho knoty vlhké. V opačném případě může dojít ke spálení knotů, což se projeví v nepříjemné pachuti e-liquidu. 

## Postup plnění
Postup plnění je závislý nad druhem clearomizeru. 
Clearomizer s dolním plněním: Odšroubujeme spodní část (základnu) a e-liquid nalijeme do otočené vrchní části clearomizeru. Clearomizer plníme vždy po straně, aby nám náplň nevytekla. Po naplnění zašroubujeme obě části do sebe a dáme na baterii.
Clearomizer s horním plněním: Odsuneme vrchní část, která slouží jako plnicí otvor a naplníme.